# Walter Castor
Walter Castor I byl československý sedmiválcový zážehový vzduchem chlazený hvězdicový motor. Byl vyvinut koncem 20. let 20. století a byl vyráběn Akciovou továrnou automobilů Josef Walter a spol. v Praze-Jinonicích. Motor Walter Castor je vystaven v expozici Leteckého muzea ve Kbelích.

## Vznik a vývoj

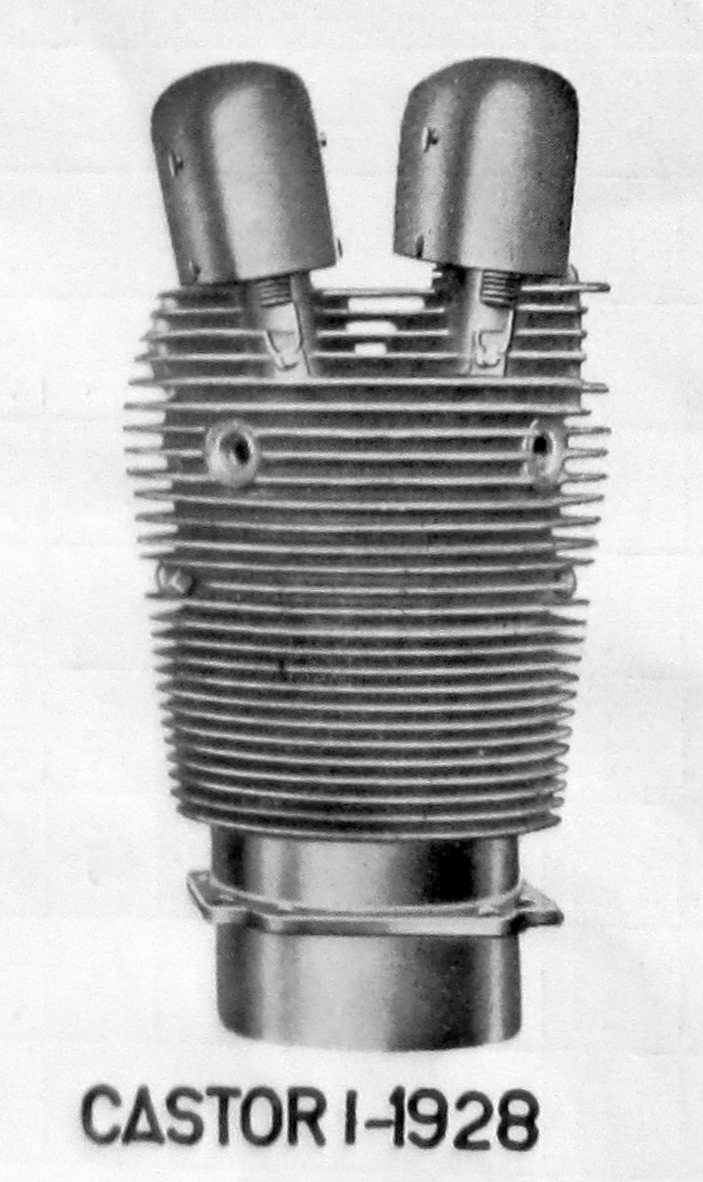
Walter Castor I (detail válce)

Po úspěchu řady motorů NZ mohlo konstrukční oddělení továrny Walter v čele s hlavním konstruktérem ing. Františkem Adolfem Barvitiusem přistoupit k vývoji vyšší výkonové skupiny motorů. Konstrukce motoru Castor byla kompilací mezi původními a převzatými konstrukčními prvky. Nové hvězdicové motory Walter byly od roku 1928 nazývány podle hvězd a planet (např. Vega, Venus, Mars, Pollux, Gemma, Polaris atd.). V červnu 1928 (18.–27.6.) byl úředně homologován nový sedmiválec Castor o nominálním výkonu 176 kW (240 k) při 1750 ot/min. Obchodně byl používán název Castor I. 240/340 HP. Jeho vysoká komprese dovolovala zvýšit výkon až o 100 k z 240 na 340 k. Motor byl předurčen jak pro letadla obchodní (dopravní, sportovní) tak i vojenská.
V době nepříjemné aféry s exportem motoru NZ-120 do USA přišla společnost Walter s novým sedmiválcovým motorem vlastního vývoje označeného jako Castor I. Jeho hlavními přednostmi byly jednak o třídu vyšší litrový výkon proti jeho předchůdcům a také řada technických novinek. Zejména to byly bohatě žebrované hlavy válců z hliníkové slitiny, použité materiály na ventily a jejich sedel. V tom se odrazil celosvětový pokrok, který do stavby hvězdicových motorů přinesla americká firma Wright, výrobce devítiválcového motoru Wright J-5C Whirlwind, který v roce 1927 přenesl na letounu  Spirit of St. Louis. pilota Lindbergha z New Yorku do Paříže. Tento motor se stal jakýmsi etalonem spolehlivosti a účelnosti. Ing. Barvitius se tím nechal inspirovat a navrhl sedmiválcovou variantu takového motoru.
Základní koncepce tohoto motoru byla natolik vyzrálá, že s malými úpravami po rekonstrukci uložení klikového mechanismu z valivého na kluzné uložení, byla vyráběna varianta Castor II o zvýšeném výkonu na 191 kW/260 k, motor s reduktorem (206 kW/280 k) a akrobatická verze (235 kW/320 k), které byly vyráběny až do roku 1938. Velmi volně na ně navázal (spíše jménem než typem konstrukce) devítiválcový motor Walter Super Castor (316 kW/430 k, 1935-9).

## Popis motoru
Veškeré ocele používané ve stavbě motorů Walter byly ze společnosti Poldi. Válce byly z jednoho bloku oceli (výkovku) s vysoustruženými chladicími žebry a obrobenou spodní přírubou. Hlavy válců byly z tepelně zpracované hliníkové slitiny a byly s velkým přesahem přišroubovány k válcům z oceli zvláštním uspořádáním, dle patentu společnosti Walter (přitisknutí třídílnými ocelovými zdeřemi), přičemž každá hlava byla vzájemně zaměnitelná. Ventilová sedla z bronzu byla do hlavy zalisována a rozválcována. U hliníkových pístů byla jejich dna lehce vyduta a byla zesílena žebry. Každý píst měl 2 kroužky těsnicí a jeden stírací. Systém ojnic byl tvořen hlavní ojnicí a 6 vedlejšími. Hlavní ojnice I-průřezu byla z chromniklové oceli Poldi Victrix a byla uložena ve 2 válečkových ložiscích. Vedlejší ojnice kruhového průřezu byly duté.
Klikový hřídel z oceli Poldi Victrix Special byl vykován ze dvou části s protizávažími na každé části a byl spojen v klikovém čepu. Byl uložen ve dvou válečkových ložiscích a v axiálním kuličkovém ložisku v předním krytu klikové skříně. Ocelovými šrouby byly spojeny obě části klikové skříně z hliníkové slitiny a sloužily také k upevnění motoru v motorovém loži letounu. V přední části klikové skříně byla vačková hřídel, která měla vačky ve dvou řadách; čtyři přední vačky ovládaly výfukové ventily, zatímco čtyři zadní vačky ovládaly sací ventily. Vnější rozvod byl částečně zakryt plechovými kryty.

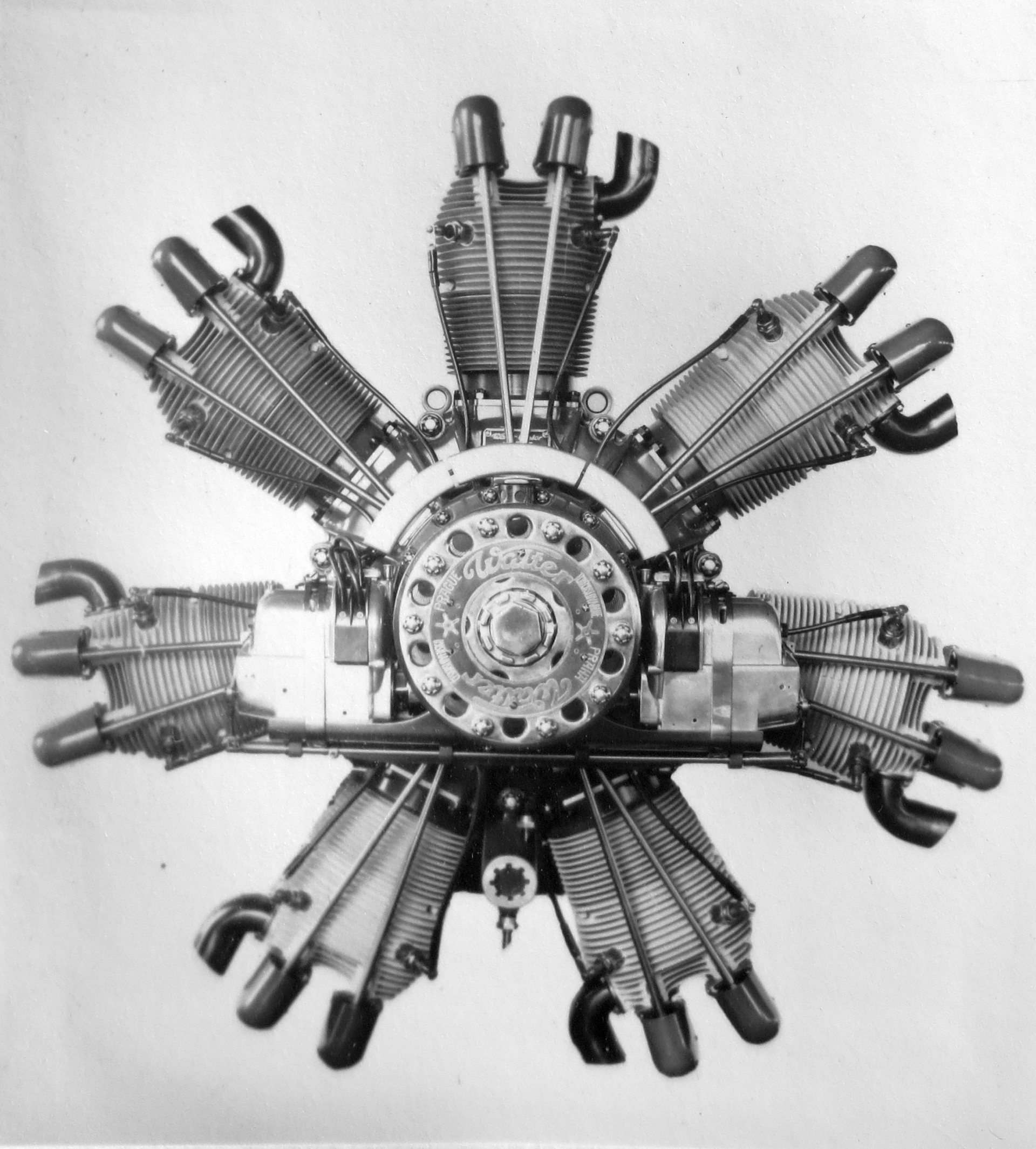
Walter Castor I (1928–1935)

Palivo motoru (směs benzínu a benzolu 1:1) dodávala dvojice karburátorů Zenith 60 DCJ-640, které byly připevněny na zadním víku. Plynová směs přiváděná k válcům v trubkách byla předehřívána olejem vycházejícím z motoru. Jako novinka u motorů Walter bylo použito poprvé rozváděcí lopatkové kolo, které se otáčelo shodně s otáčkami klikového hřídele. Toto kolo pak zajišťovalo rovnoměrné rozdělování směsi do všech válců. Mazání motoru bylo řešeno dvěma zubovými čerpadly (sací a tlačné), umístěnými na spodní části zadní poloviny klikové skříně, která byla poháněna ozubenými koly s čelním ozubením od klikového hřídele. Normální tlak oleje byl 4,5 kg/cm2 a výrobcem byly doporučeny oleje značek např. Ricin, Caroil BB, Mobil Oil D.

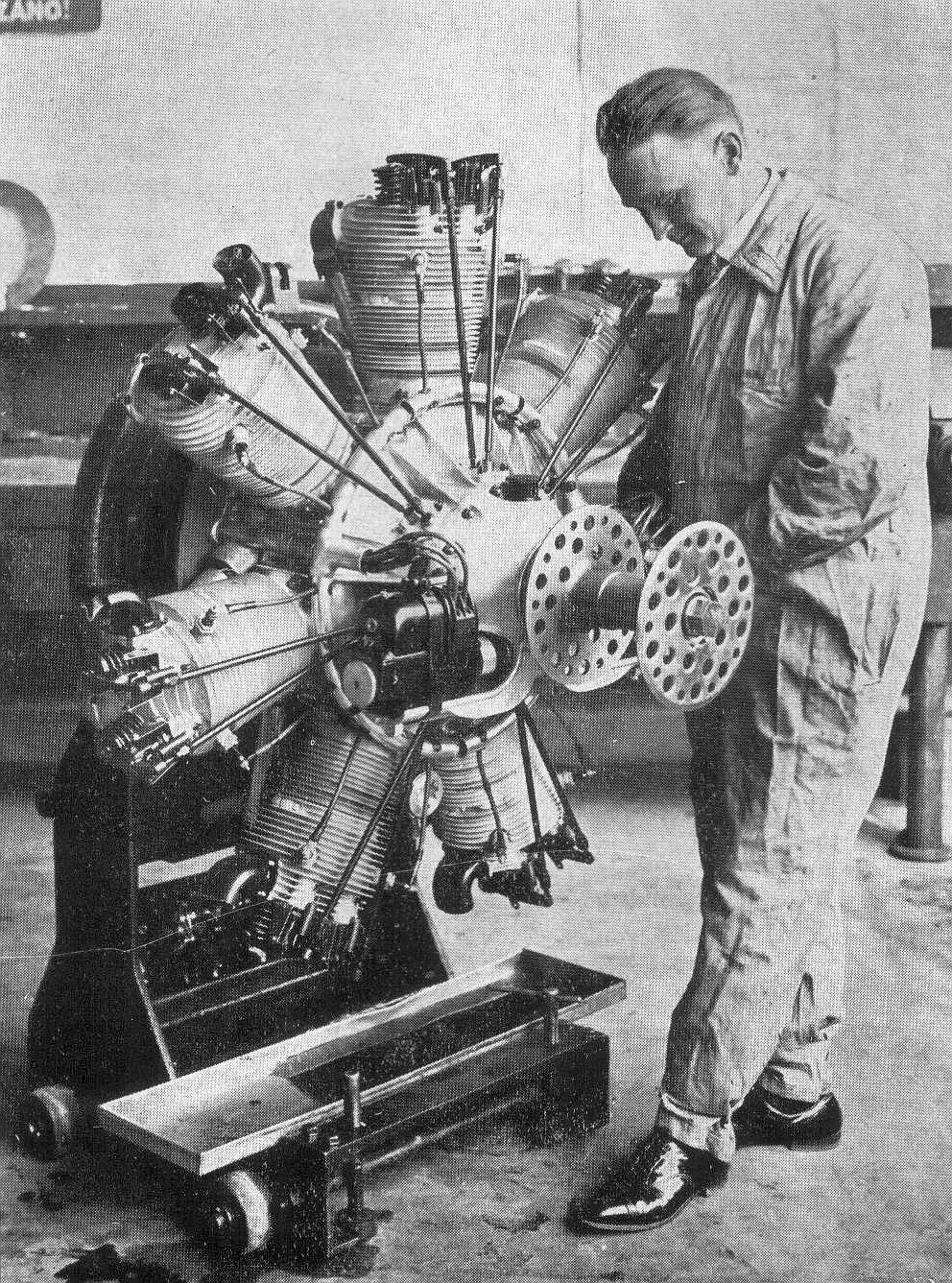
Walter Castor, montáž elektromagnetů (1928)

Zapalování dvěma elektromagnety Bosch G.F.7 nebo Scintilla G.N.7 D, které byly neseny dvěma konzolami na předním víku. Toto řešení bylo u motorů Walter velmi ojedinělé. Všechny ostatní motory měly magneta na zadní skříni. Zapalovací svíčky Jiskra.
Byl to sedmiválcový hvězdicový motor s vrtáním 135 mm a zdvihem 170 mm. Ucelená řada motorů této „hvězdné série“, s tímto počtem a uspořádáním válců, a s tímto vrtáním a zdvihem měla v následujících letech pokračování v dalších verzích Castorů. Počty vyrobených motorů Walter Castor jsou uváděny v množství 190 ks. U „pokračovatele“ Walter Castor II to bylo 200 motorů.

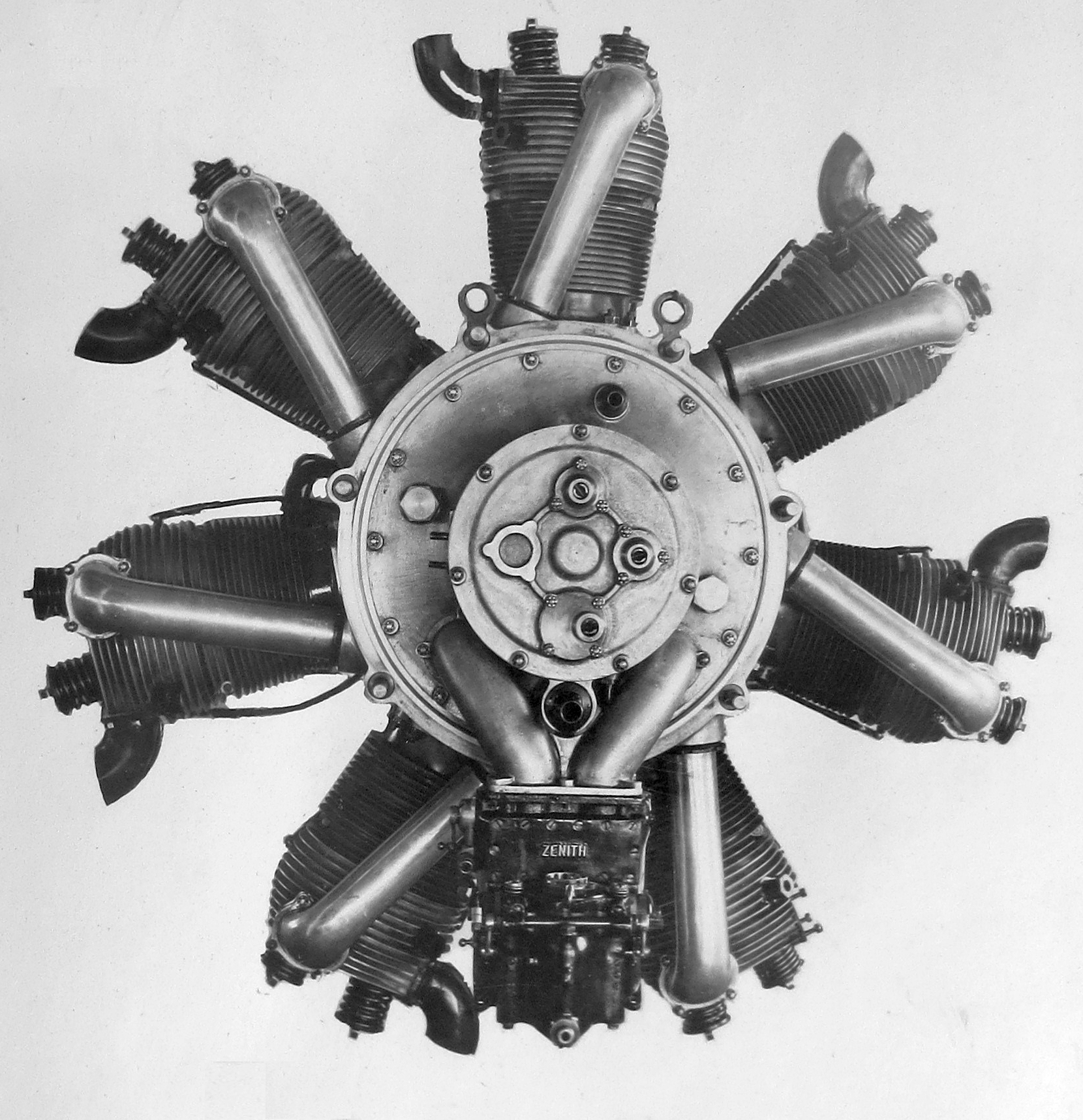
Walter Castor I (1928–1935) pohled zezadu

Význam Castorů pro československé letectví je nesporný a jejich úspěšný provoz u letadel různých kategorií je skutečně pozoruhodný. Až nečekaně úspěšný byl i export motorů tohoto typu v Evropě i mimo ni. Postupně přibývaly další modifikace původního Castora, a to v roce 1932 výkonnější Walter Castor II (výkon 260 k/191 kW při 2060 ot/min), reduktorová verze Walter Castor II-R (výkon 280 k/206 kW při 2060 ot/min) a akrobatická verze Walter Castor II-A (schopný dlouhodobých letů v obrácené poloze a libovolných obratů) a konečně v roce 1934 Walter Castor III včetně verze Walter Castor III-R s reduktorem (oba s výkonem 320 k/235 kW při 2000 resp. 2100 ot/min). Tyto poslední verze se však v Československu využívaly málo, byly spíše předmětem exportu.

## Použití

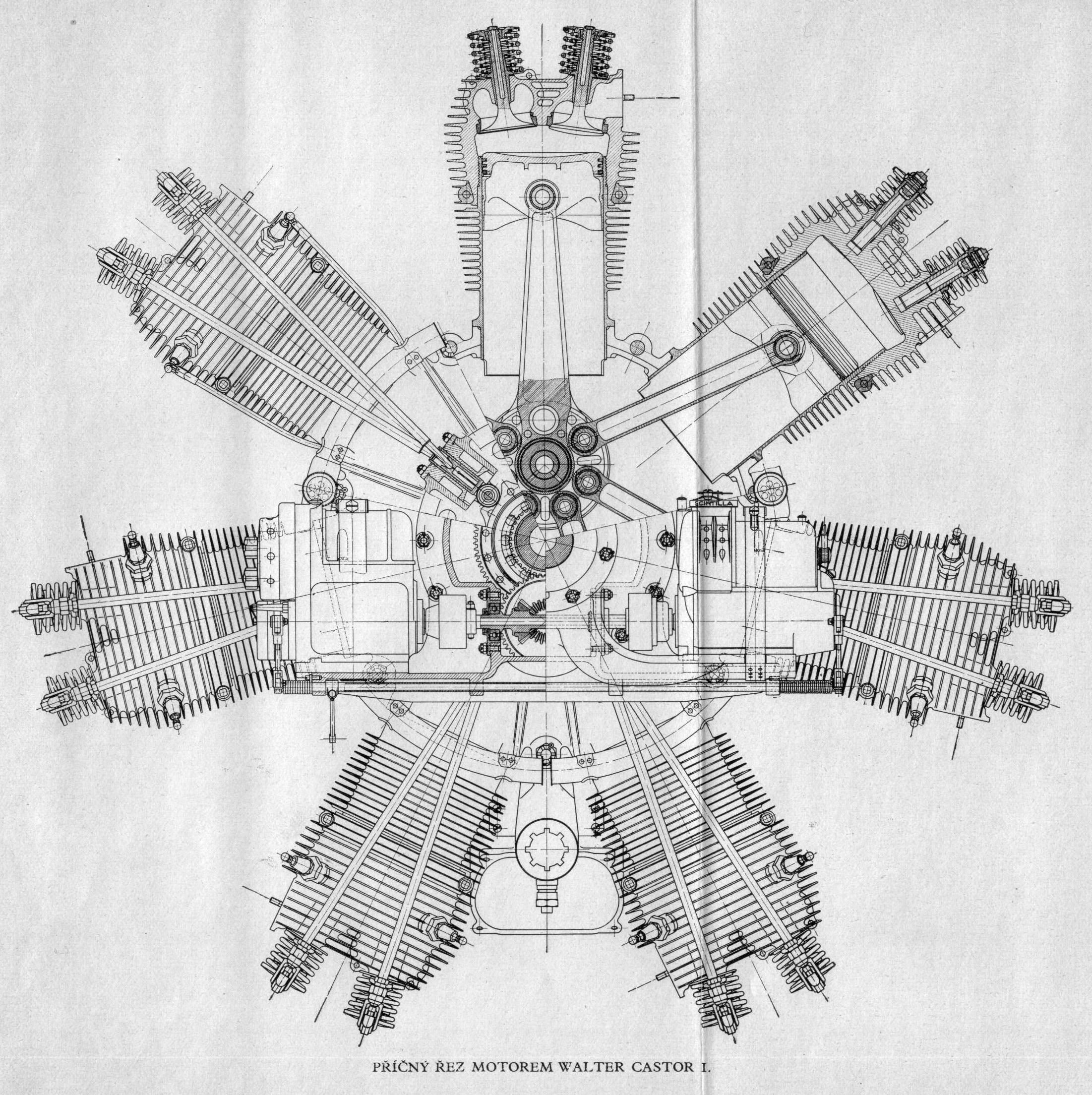
Walter Castor I, příčný řez motoru

Motory Walter Castor byly použity na československých, italských, švédských, rakouských, jugoslávských a německých letounech. Po dílčím neúspěchu s exportem motoru Walter NZ-120 na americký trh obrátil Antonín Kumpera svoji pozornost více na Evropu a zvláště na italský trh. Velmi úspěšných aplikací dosáhl na italských letounech Breda Ba.19, Breda Ba.25, Caproni Ca.113 a Savoia-Marchetti S.71. Největšího sportovního úspěchu bylo dosaženo s motorem Walter Castor na italském, akrobatickém letounu Caproni Ca.113, když v září 1931 italský pilot Mario de Bernardi na leteckém mítinku v Clevelandu (USA) zvítězil. Na letounu Breda Ba.19s byl vytvořen světový rekord v letu na zádech a to hned dvakrát. Letoun Italského královského aeroklubu (Reale AC d'Italias) s imatrikulaci I-ABCR pilotován poručíkem Raffaelem Colacicchim vytvořil 12. ledna 1933 světový rekord v letu na zádech 41 min a 37 vteřin. Rekord byl překonán na stejném typu letounu kapitánem Willym Bocolou 15. května 1933, kdy letěl „vzhůru nohama“ po dobu 65 minut a 15 vteřin. Akrobatické lety na letounech Breda Ba.19s prováděla eskadra italského letectva Squadriglia di Alta Acrobazia Aerea. Skupina 9 letounů Breda Ba.19 na druhém ročníku italského Dne křídel (Il giorno dell'ala) v Římě a na leteckém dnu v Berlíně, který se konal 12. června 1932, předvedla skupinovou akrobacii ve formaci na Ba.19 s motory Castor, která byla v komentáři časopisu Letectví označena za strhující.

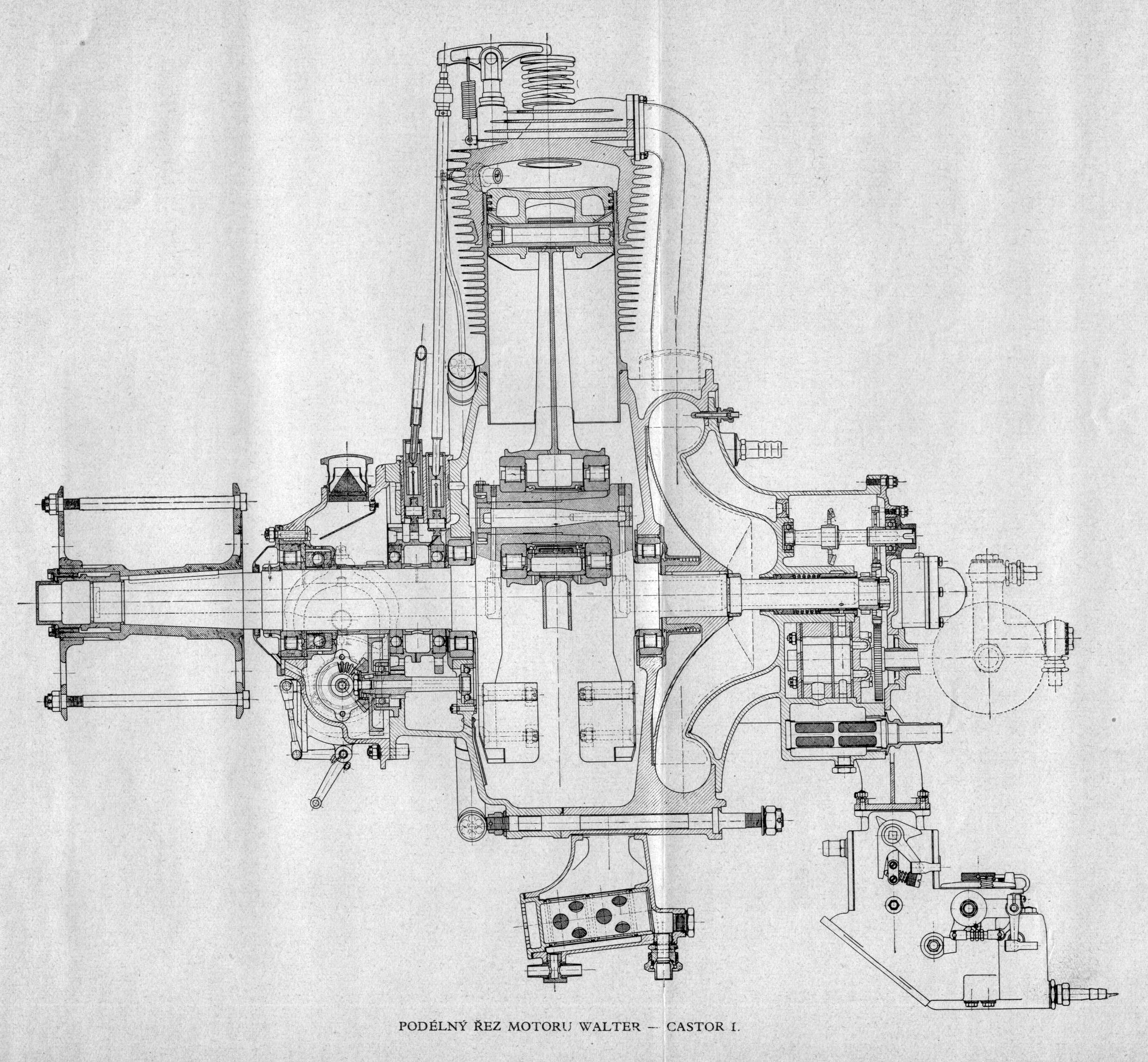
Walter Castor I, podélný řez motoru

### Aero A-211
Letoun Aero A-211 byl pokračovatelem rozvětvené rodiny letounů A-12/A-11. V roce 1929 byl testován motor Walter Castor v sériovém draku A-11.105. Nebyla to špatná aplikace, ale k uplatnění nedošlo pro nezájem MNO. Vojenské zkoušky proběhly až v roce 1930. V letech 1931–1933 postavili v továrně Aero sérii 18 cvičných letadel A-211, která byla výsledkem pokusu z roku 1929. Dvouplošník A-211 byl značně zmodernizován, dostal dělený podvozek a dokonalejší přístrojové vybavení. Tyto letouny vydržely ve službě u cvičných letek prakticky až do roku 1939. Ještě po vzniku protektorátu Čechy a Morava 13 letounů A-211 zabavila Luftwaffe a používala především jako cvičná letadla.

### ASJA Sk 10 (Raab-Katzenstein RK-26)
V prosinci 1930 byl Gerhard Fieseler (stíhací pilot, letecké eso v první světové válce, mistr světa v letecké akrobacii, konstruktér a výrobce letadel) pozván Švédským letectvem (Flygvapnet), aby představil původně akrobatický letoun Raab-Katzenstein RK-26 armádě a švédské letecké výrobní společnosti ASJA (AB Svenska Järnvägsverkstädernas Aeroplanavdelning). Švédské letectvo potřebovalo nový cvičný letoun a typ RK-26 byl zajímavým letadlem. Fieseler nedávno získal titul mistra světa právě s RK-26. Společnost ASJA se pak na základě prezentace rozhodla koupit jedno letadlo, které bylo imatrikulováno jako SE-ACO, později jako SE-ADK. Bylo testováno s různými konfiguracemi motoru, i když původní verze měla motor Armstrong Siddeley Lynx. V roce 1930 společnost Raab-Katzenstien zbankrotovala, na spolupráci s ASJA a v dodávkách motorů Armstrong Siddeley Lynx se nepodílela. Na základě zkoušek Švédské letectvo objednalo u ASJA 25 letadel přestavěných na cvičnou, dvousedadlovou modifikaci s motory Walter Castor. Důstojnické listy však připomínají, že se švédské vojenské letectvo rozhodlo zavést standardně československé motory Walter Castor IA (240/340 k) do vojenských školních a cvičných letounů Sk 10, dvojmístných to dvouplošníků moderní konstrukce a výborných vlastností.

### Avia F-VIIb-3m
Licenční dopravní letoun Fokker F.VII – Avia F-VIIb-3m byl hornoplošník osazený 3 motory Walter Castor. Poprvé vzlétl v roce 1930 a měl s dvoučlennou osádkou kapacitu až 12 cestujících (2+12). Letadlový park značné části světových leteckých společností ovládl koncem 20. a počátkem 30. let 20. století suverénně nizozemský letecký konstruktér a továrník Anthony H. G. Fokker se svými samonosnými hornoplošníky s jedním, dvěma a převážně třemi motory. I Československo a s ním Československá letecká společnost (ČLS, jako podnik Škodových závodů) a Československé státní aerolinie podlehly této invazi. Bylo to řešeno licenční smlouvou na výrobu 30 letadel F.VIIb/3m, ale tolik jich ve skutečnosti postaveno nebylo. ČSA objednala z Avie 5 strojů, první z nich vzlétl 21. května 1930 (OK-AFA). Po něm následovaly OK-AFB, OK-AFC, OK AFD a jako poslední OK-AFE byl zapsán do leteckého rejstříku 7. dubna 1932. Jeden letoun ČSA v roce 1934 přikoupily od ČLS (OK-ABU) a jeden letoun (OK-AFE) byl v roce 1938 přeprodán do Baťovy letecké společnosti společnosti Baťa. Pro ČSA tyto letouny nalétaly přes 2,3 mil. km a přes 16 tisíc letových hodin. To je největší výkon jednoho typu v předválečné éře ČSA. ČLS vlastnila 8 letadel. Do těchto letadel byly zprvu montovány motory z produkce Avia a Škoda (Škoda-Wright, Avia DR-14), ale pro jejich nízkou výrobní úroveň a poruchovost byly postupně nahrazovány motory Walter Castor. Dva z těchto strojů OK-ABM a OK-ABR byly přeprodány MLL. Celkem bylo Avii vyrobeno 19 letounů (5× ČSA, 8× ČSL, 4× CIDNA, 1× Baťova letecká společnost a 1× Ministerstvo národní obrany).

### Letov Š-28

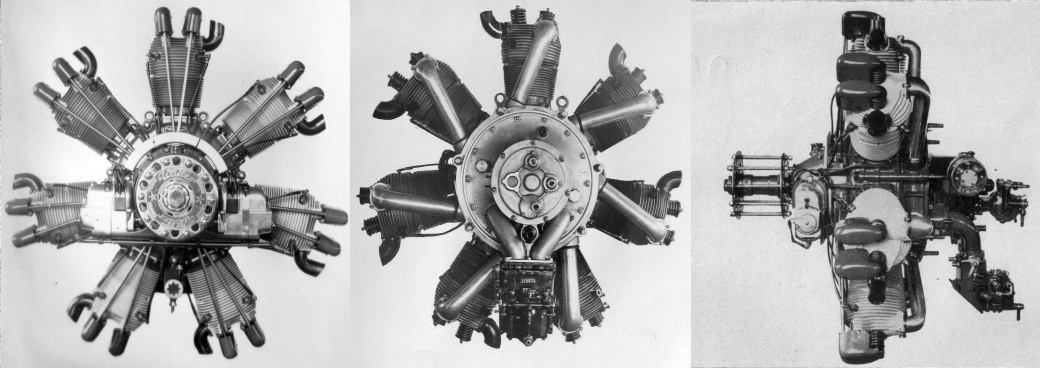
Walter Castor (1928) Flight

Letoun Letov Š-28 byl jednomotorový dvoumístný dvouplošník, který byl vyvinut a používán jako pozorovací, průzkumný letoun. Letoun konstrukce Aloise Šmolíka s celokovovou kostrou a plátěným potahem uskutečnil první let v roce 1929. Bylo to první a jediné letadlo firmy Letov (Vojenská továrna na letadla Letov), poháněné novým motorem Walter Castor. Motor se však ukázal pro „bojový“ letoun jako slabý a MNO neobjednalo sériovou výrobu. Prototyp letounu Letov Š-28 byl předán vojenskému letectvu k výcviku. V roce 1938 jej získala olomoucká organizace Masarykovy letecké ligy, upravila jej pro pilota a 4 cestující. Používala ho s označením OK-LOH k vyhlídkovým letům až do havárie v srpnu 1938 Vývoj tohoto letounu však dále pokračoval verzemi Letov Š-128 (i s motorem Walter Jupiter VI), Letov Š-228, Letov Š-328, která byla vybavena motory licenčními Walter Pegas II-M-2 a Pegas III-M-2 a konečně Letov Š-528 s dvouhvězdicovým licenčním motorem Walter 14Krsd.

## Použití v letadlech
- Aero A-35
- Aero A-211
- ASJA Sk 10 (Raab-Katzenstein RK-26)
- Avia F-VIIb-3m
- Breda Ba.19
- Breda Ba.25
- Caproni Ca.101
- Caproni Ca.113
- Dornier Do K3
- Fizir F1G
- Hopfner HV-6/28
- Letov Š-28
- Rogožarski AŽR
- Savoia-Marchetti S.71

## Specifikace
Data dle

### Technické údaje
- Typ: čtyřdobý zážehový vzduchem chlazený hvězdicový letecký sedmiválec
- Vrtání válce: 135 mm
- Zdvih pístu: 170 mm
- Celková plocha pístů: 1002 cm²
- Zdvihový objem motoru: 17 033 cm³
- Celkový průměr: 1190 mm
- Délka: 1131 mm
- Hmotnost suchého motoru s vrtulovou hlavou: 248 kg

### Součásti
- Rozvod: OHV, dvouventilový
- Karburátor: 2× Zénith 60 DCJ (pro leteckou akrobacii Zénith 60 W)
- Zapalování: 2 Bosch G.F.7 nebo Scintilla G.N.7
- Mazání: tlakové oběžné, se suchou klikovou skříní
- Pohon: dvoulistá dřevěná vrtule
- Chlazení: vzduchové
- Vrtule: dvoulistá s převodem 1:1 a směrem otáčení vpravo

### Výkony
- Výkon:
  - vzletový: 260 k (191,2 kW) při 1850 ot/min
  - jmenovitý: 240 k (179 kW) při 1750 ot/min
- Ekvivalent výkonu: 340 k (250 kW)
- Kompresní poměr: 6:1
- Spotřeba paliva: 230 g·h−1·k−1 / 313 g·h−1·kW−1
- Spotřeba oleje: 16–20 g·h−1·k−1 / 22–27 g·h−1·kW−1
- Poměr výkonu k hmotnosti: 0,96 k/kg (0,71 kW/kg)
- Specifický výkon: 14,6 k/l (10.7 kW/l)

## Galerie

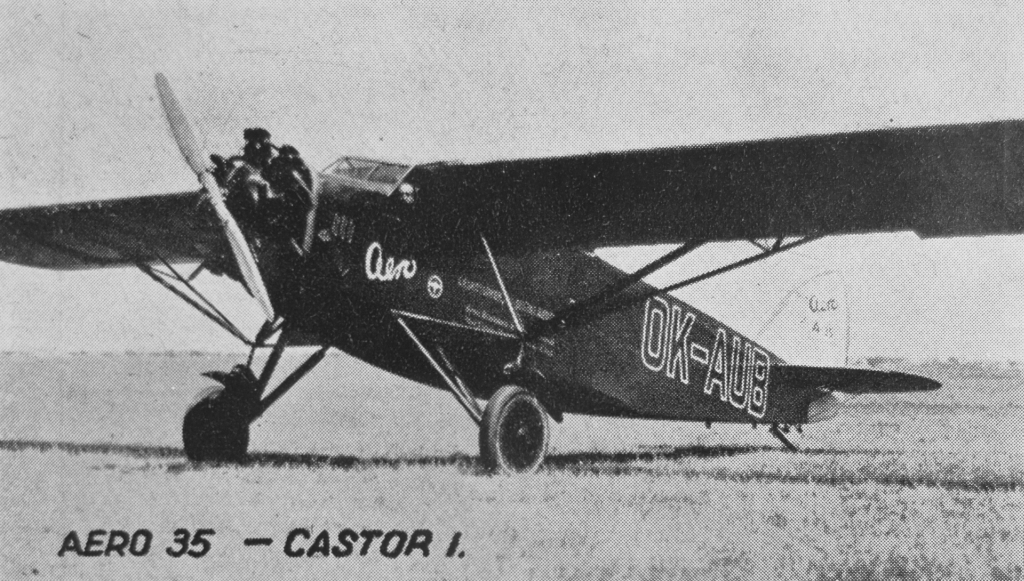
Aero A-35 a Walter Castor (1928)
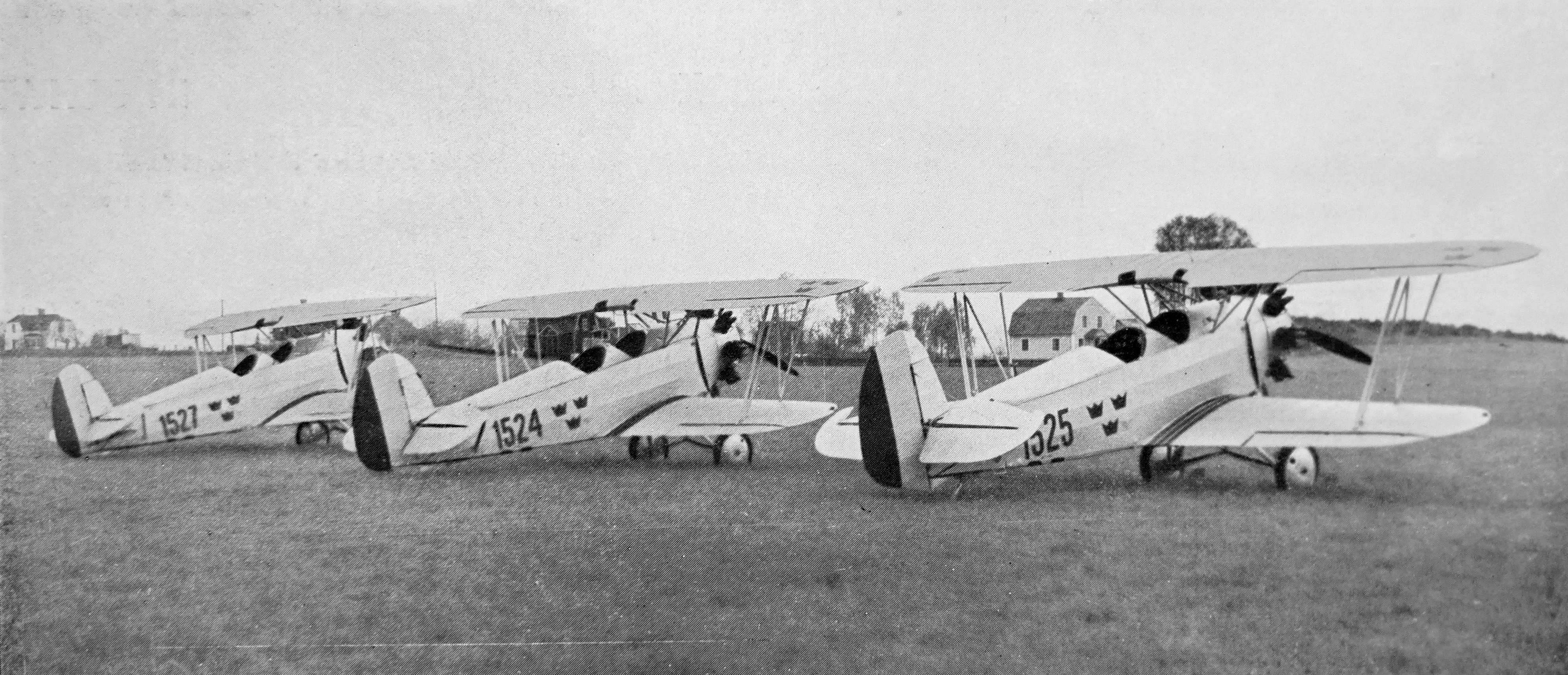
ASJA SK 10 a Walter Castor (1932)
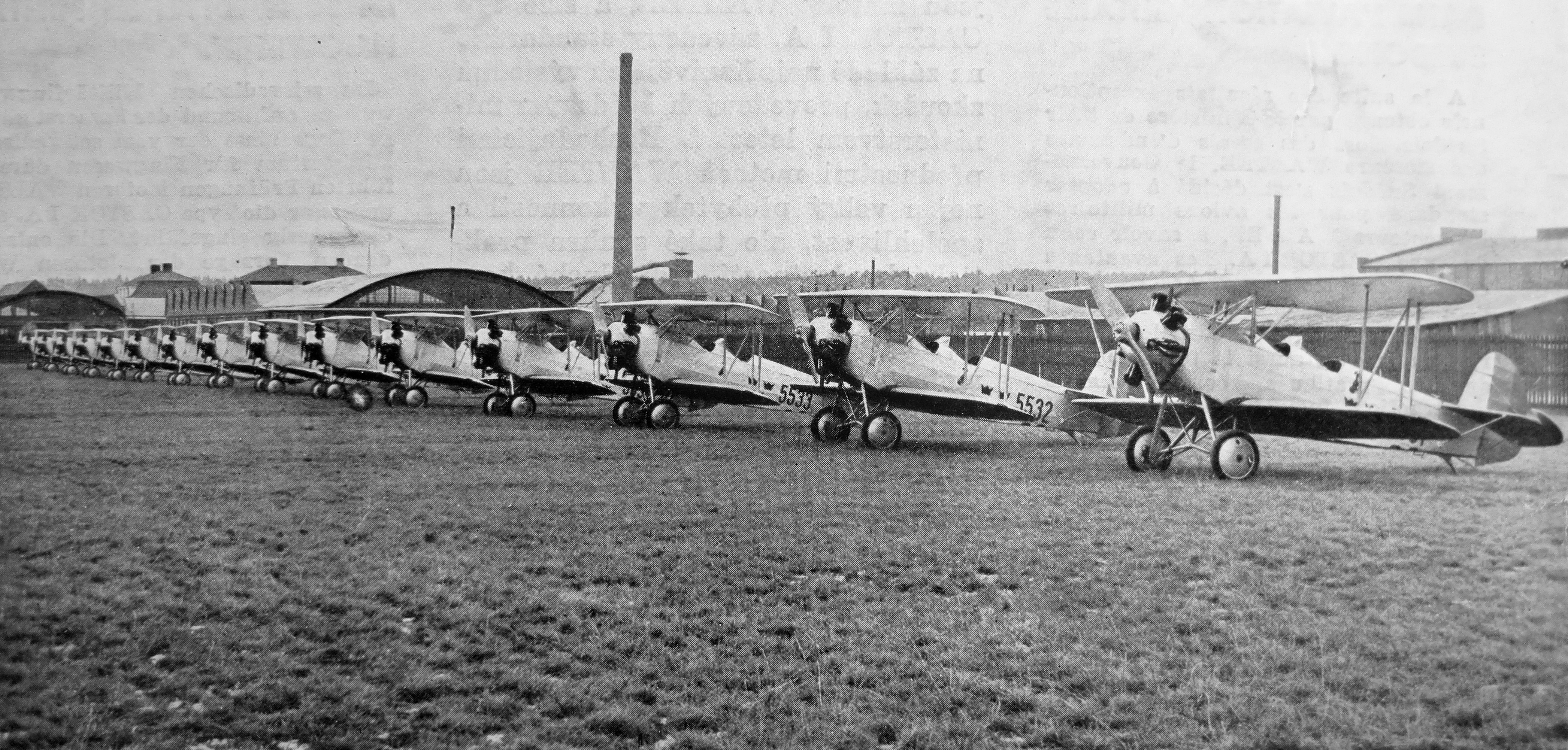
Letka ASJA SK 10 a Walter Castor (1932)
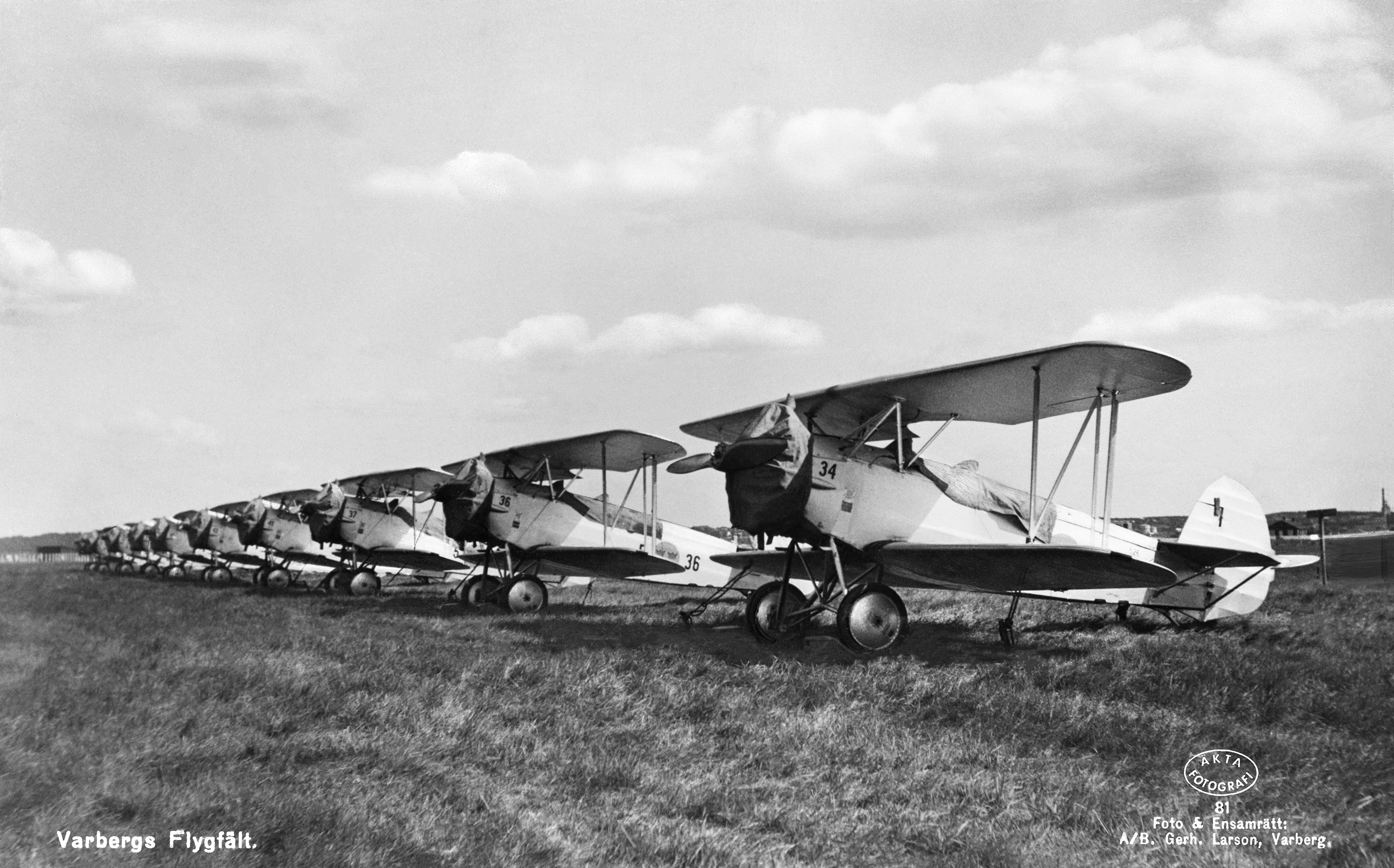
Letouny ASJA SK 10 na letišti Varberg, Halland, Švédsko
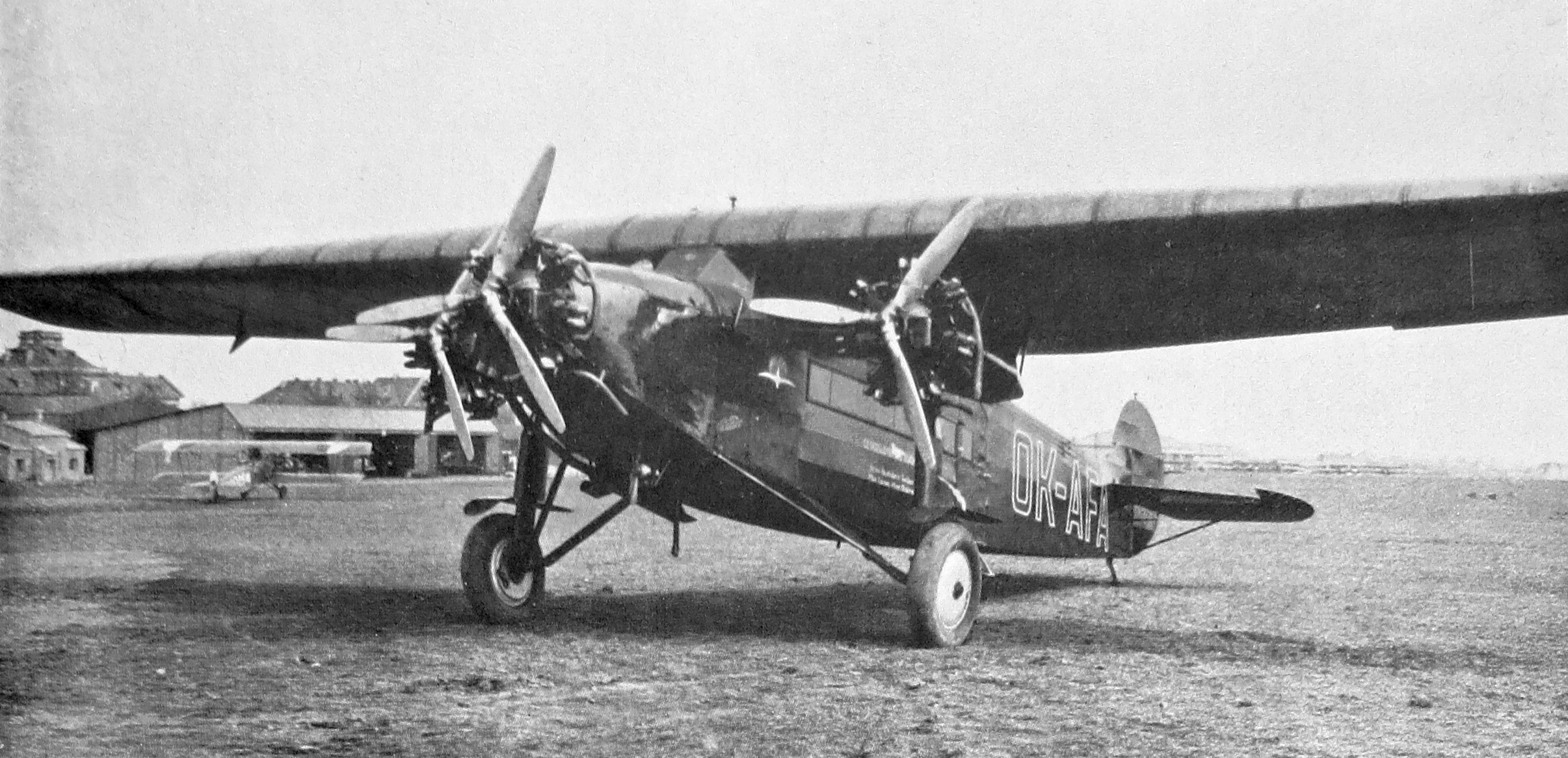
Avia F-VIIb-3m (OK-AFA) se 3 motory Walter Castor I (1930)
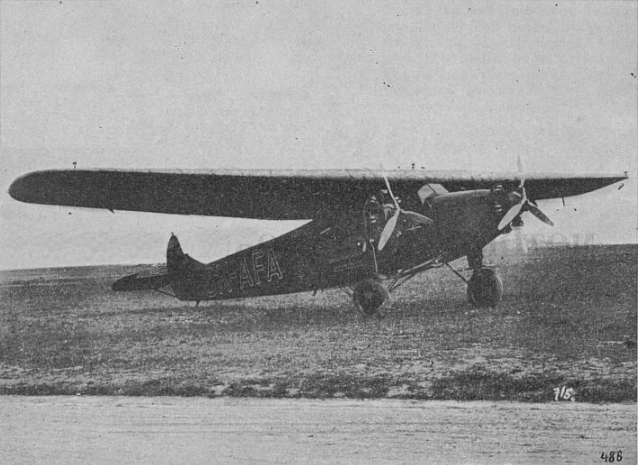
Avia F-VIIb-3m (Letectví, červen 1930)
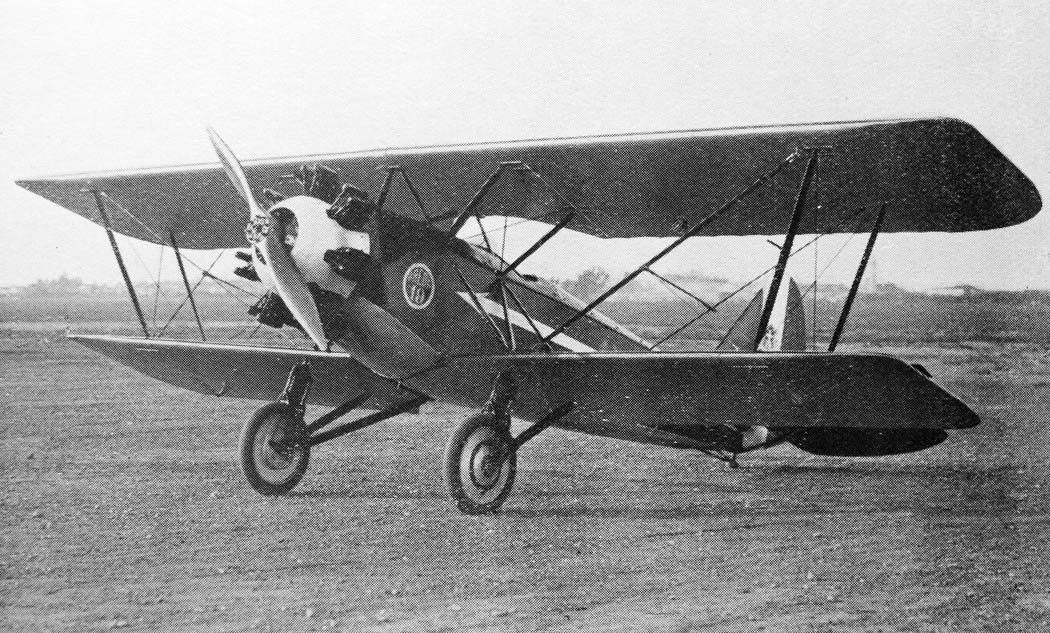
Breda Ba.19, cvičný a akrobatický letoun s motorem Walter Castor
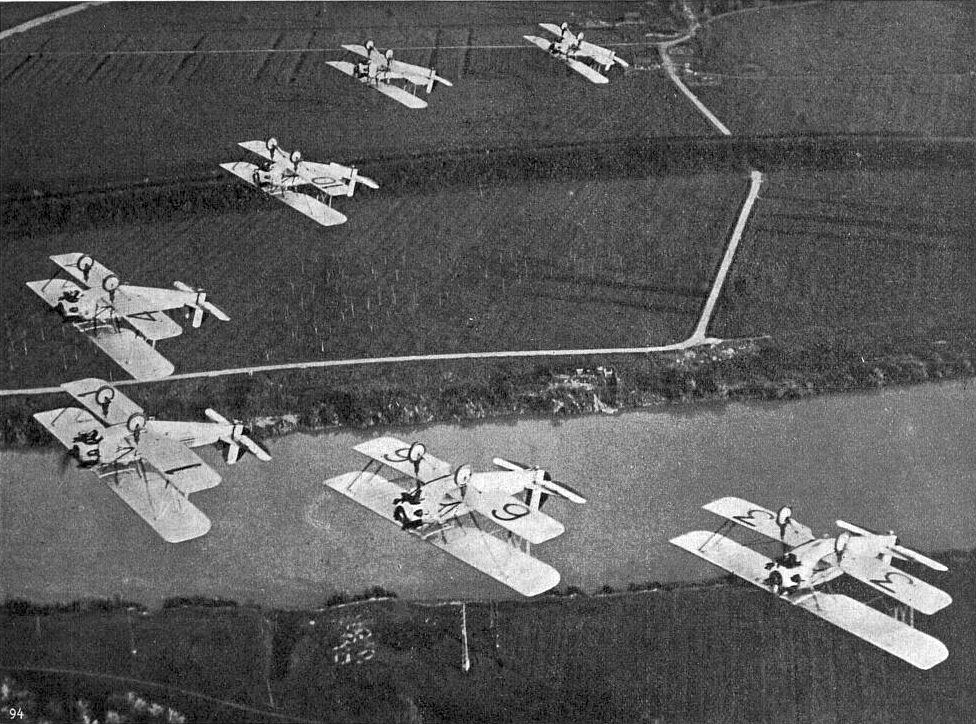
Breda Ba.19 ve formaci při letu na zádech při Dni křídel (Il giorno dell´ala) v Římě (1932)
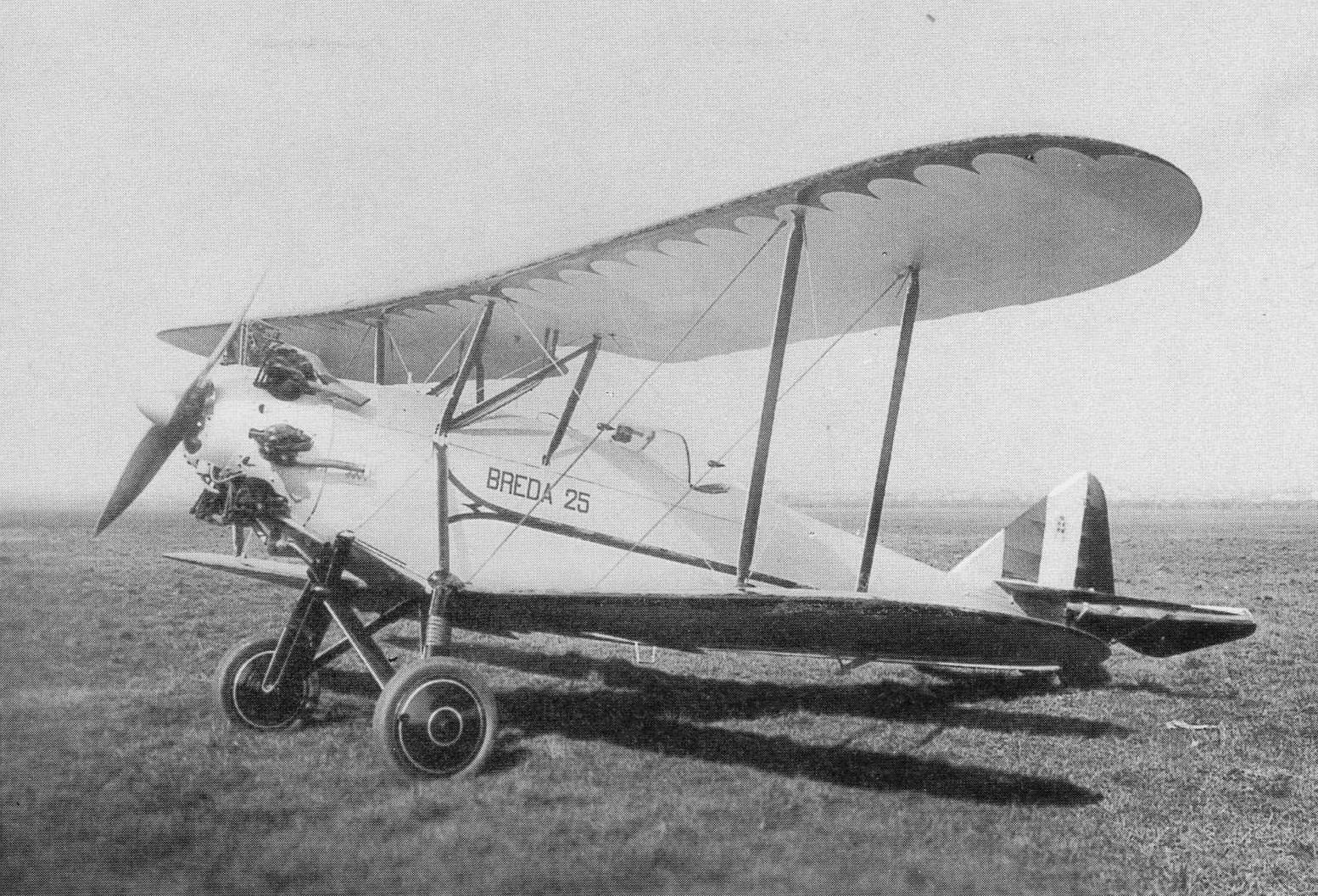
Breda Ba.25 a Walter Castor
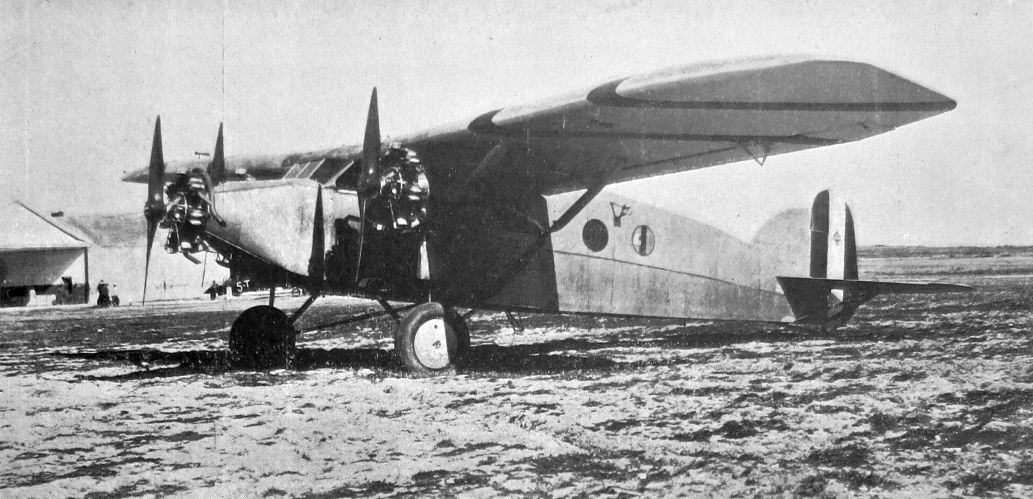
Caproni Ca.101 se 3 motory Walter Castor I (1930)
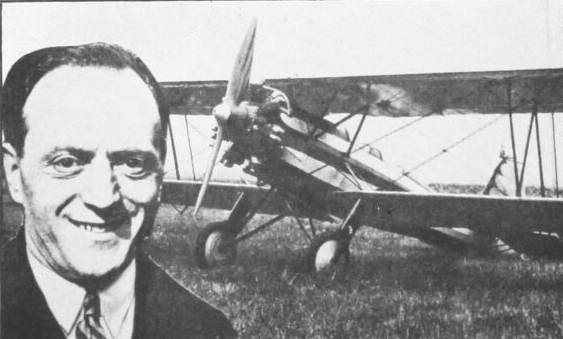
Caproni Ca.113 a Mario de Bernardi (červen 1931)
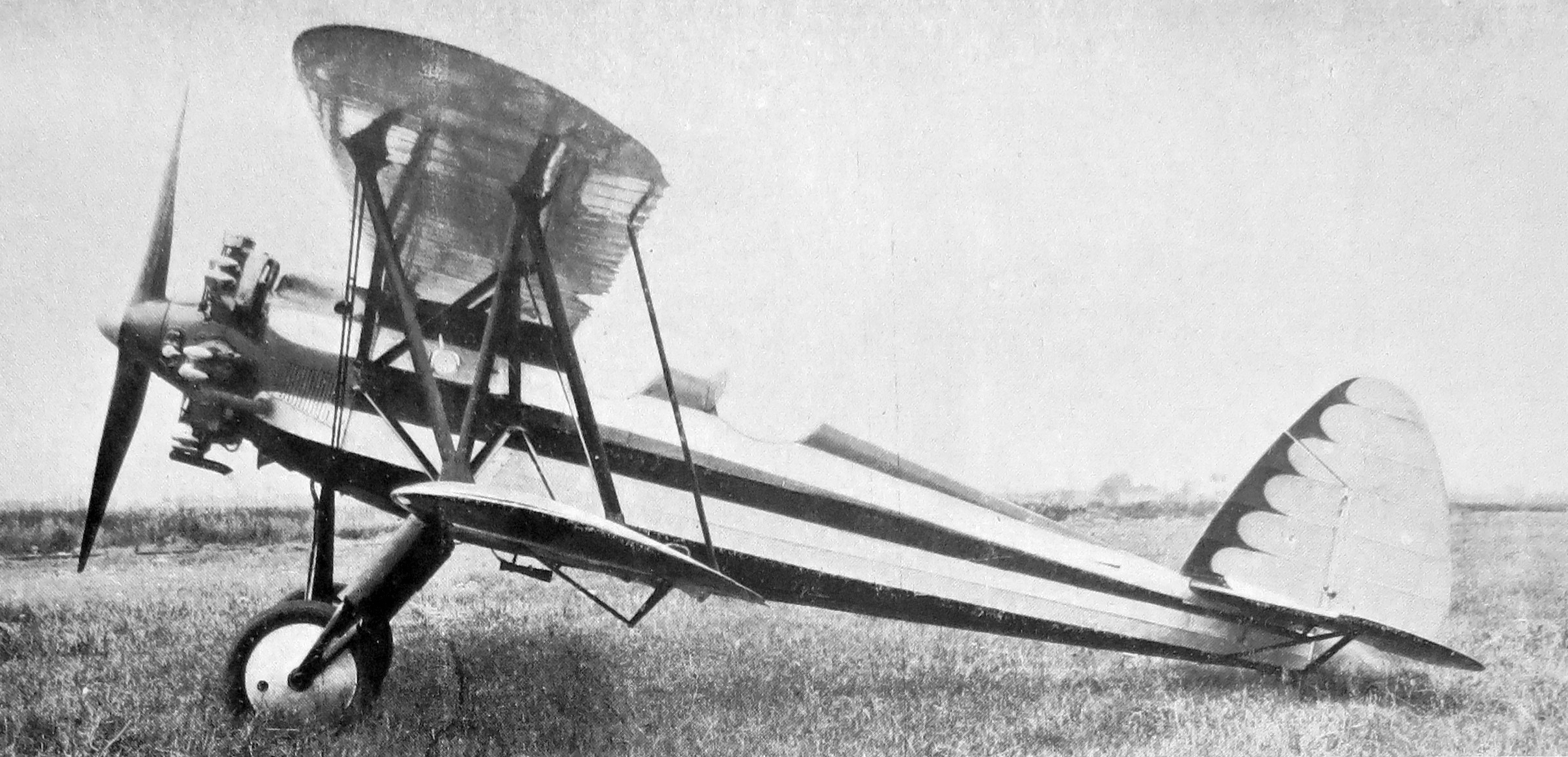
Caproni Ca.113 s motorem Walter Castor v Clevelandu, USA (září 1931)
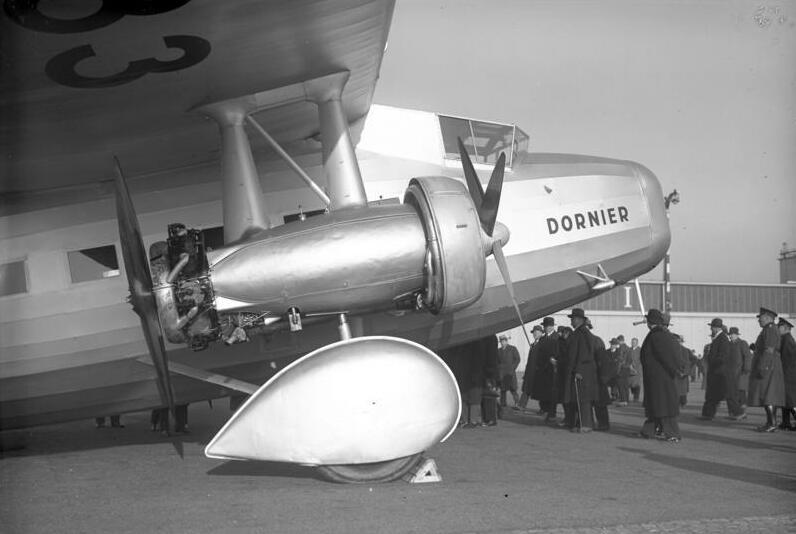
Dornier Do K3, dopravní, čtyřmotorový letoun s motory Walter Castor I (1932)
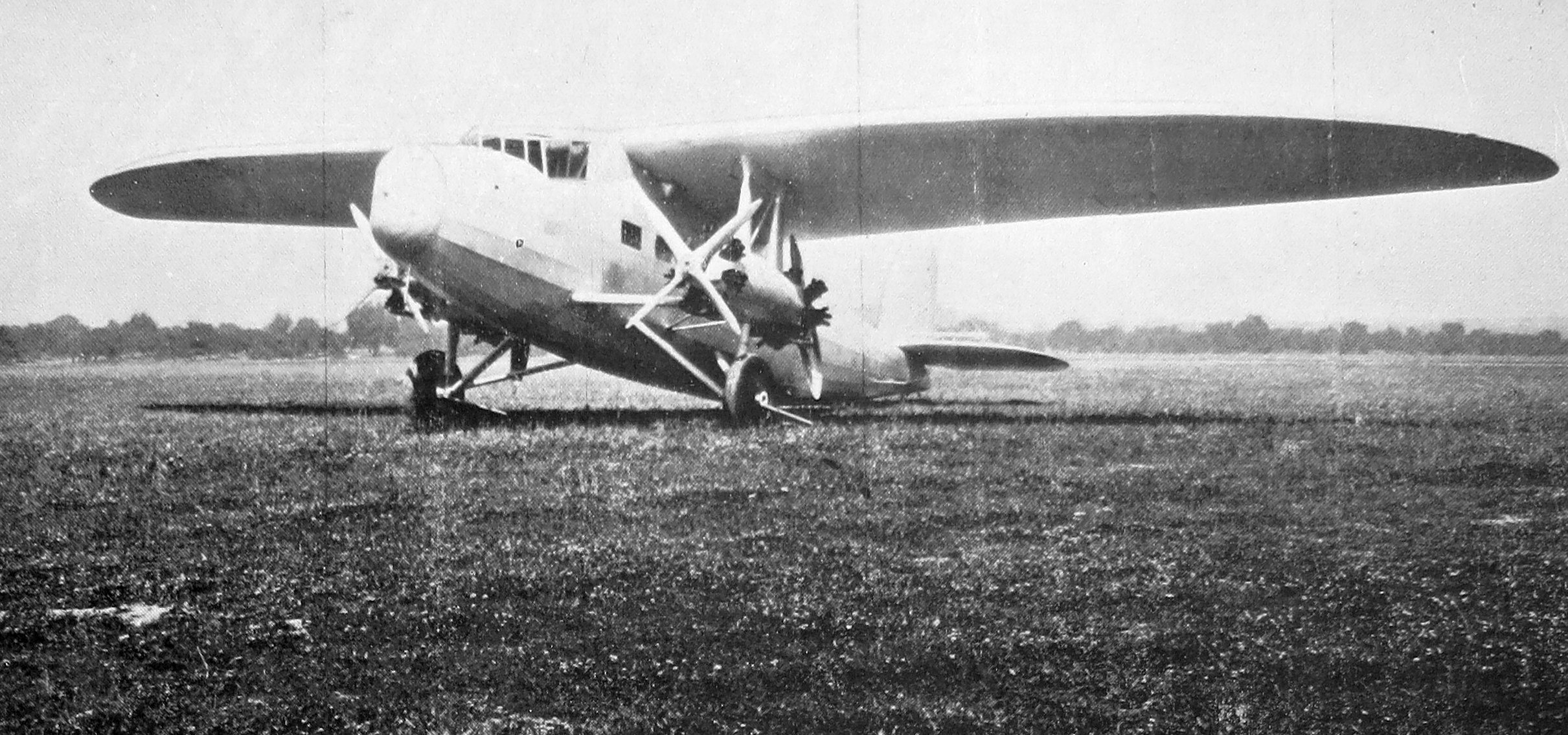
Dornier Do K3 s motory Walter Castor I
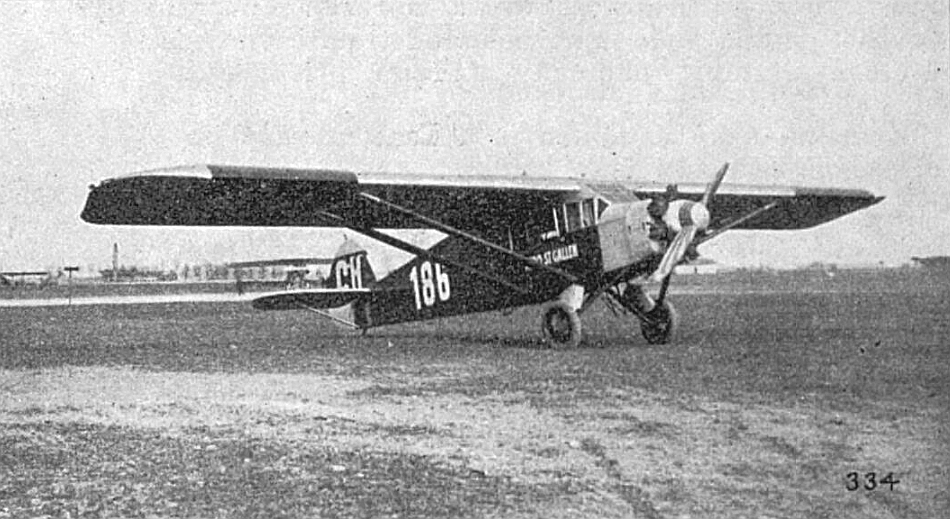
Hopfner HV-6/28 s motorem Walter Castor (1929)
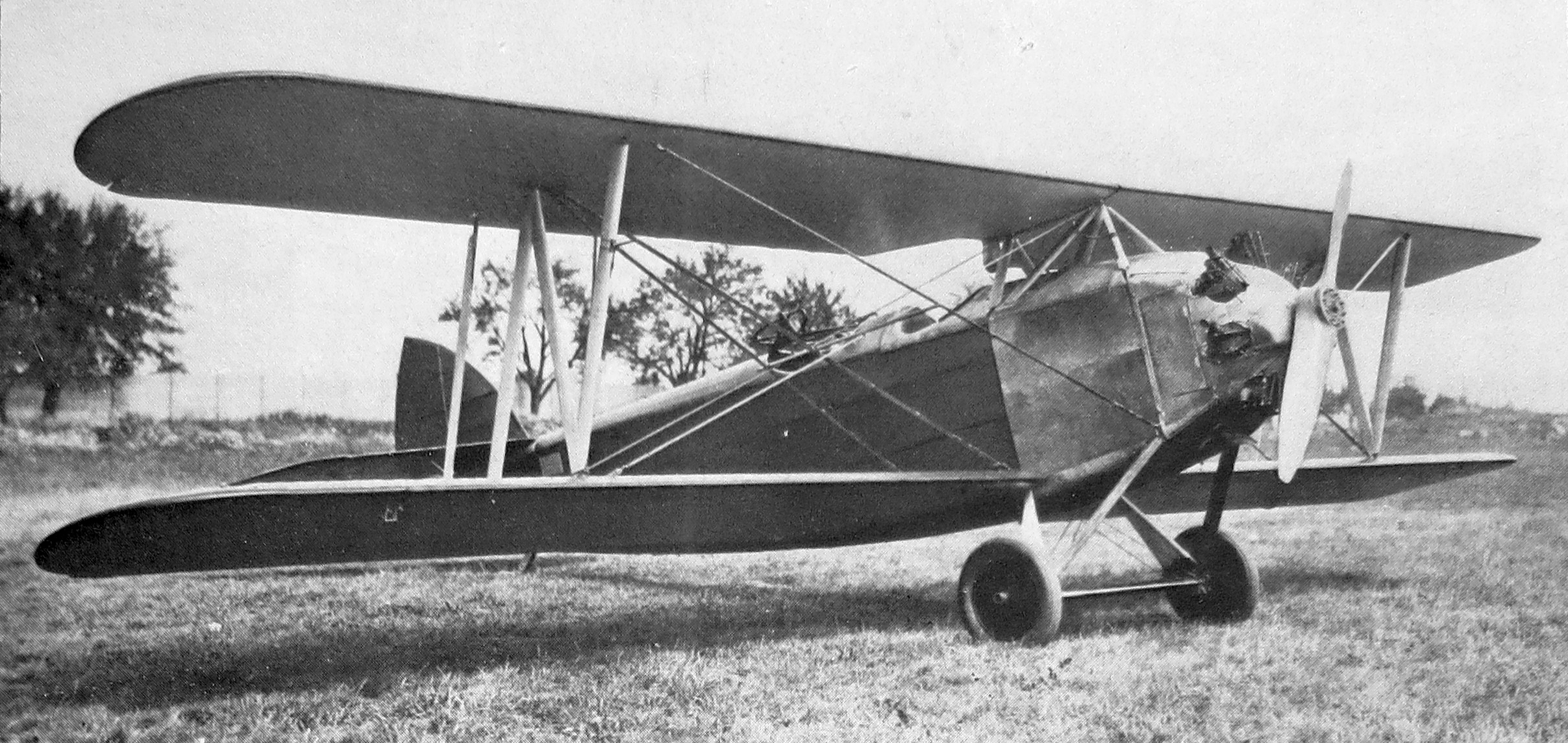
Letov Š-28, prototyp (1929)
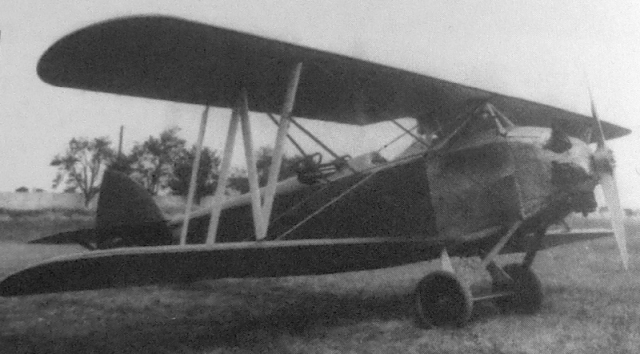
Letov Š-28, prototyp (1929)
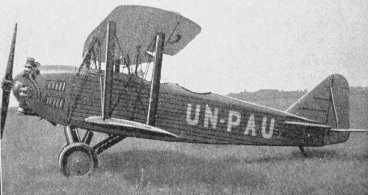
Rogožarski AŽR a Walter Castor (1931)
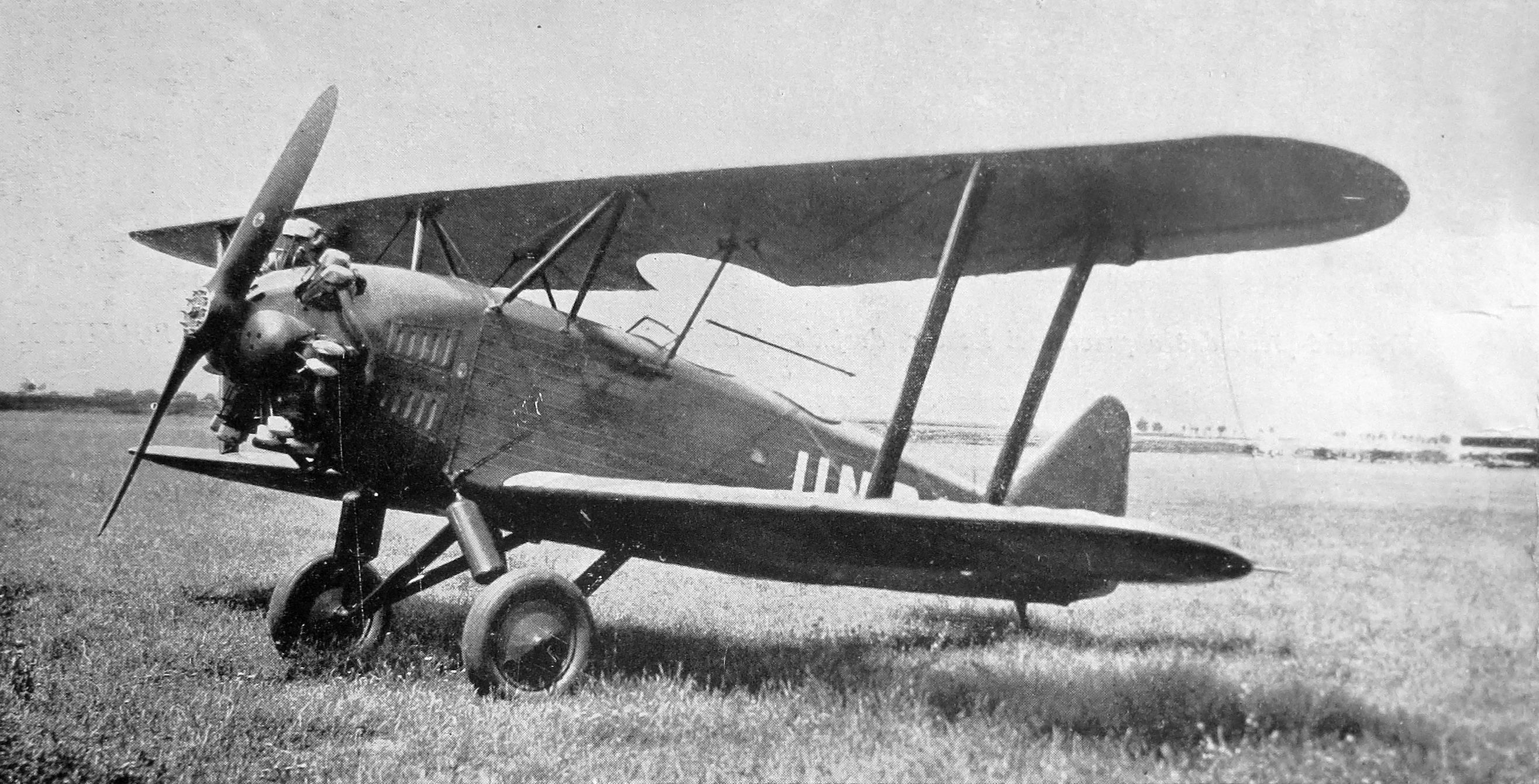
Rogožarski AŽR a Walter Castor (1931)
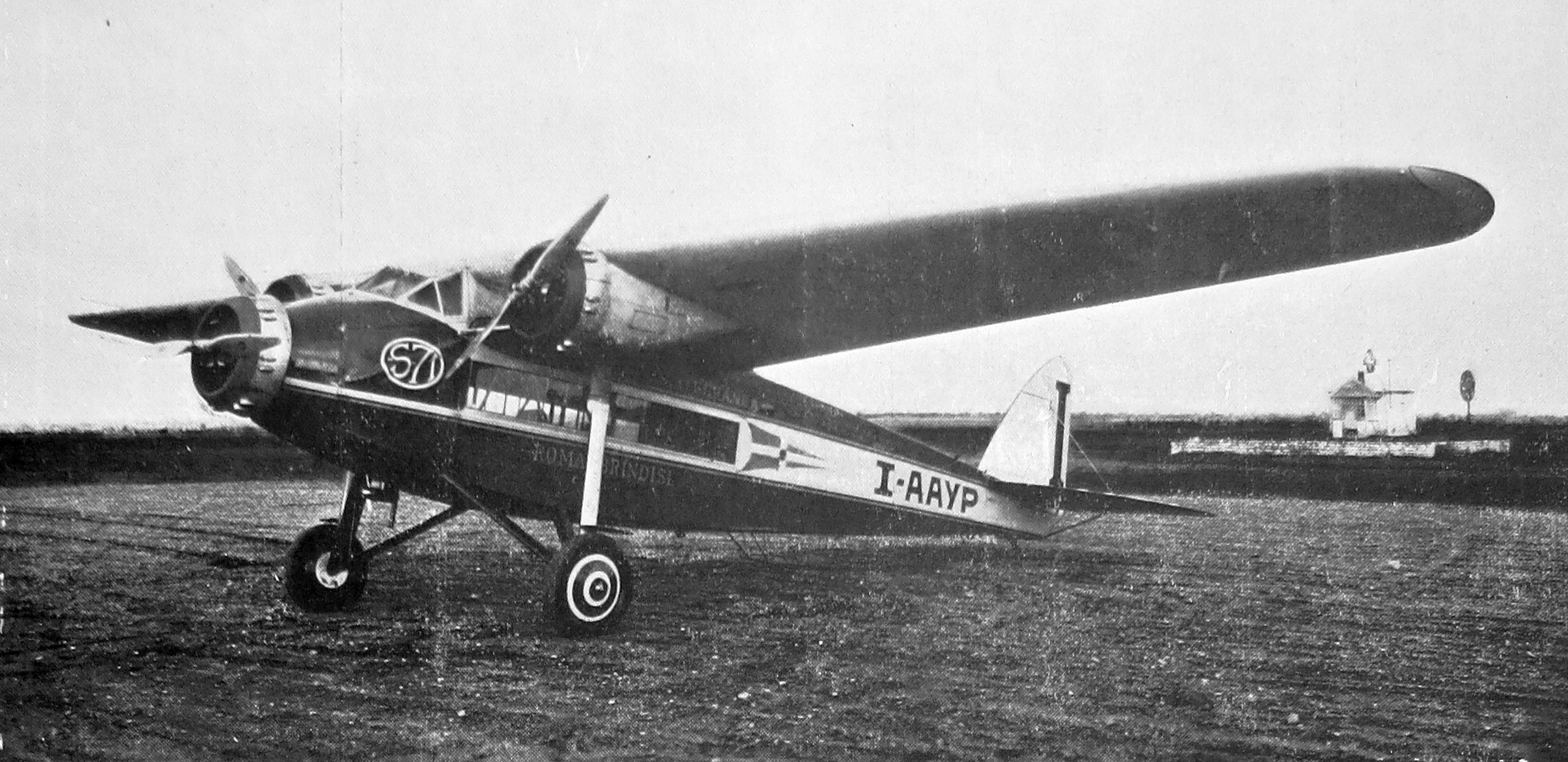
Savoia-Marchetti S 71 s motory Walter Castor I. Od roku 1932 byly do těchto letounů montovány motory Walter Castor II.